# Эссос
Эссос (англ. Essos) — один из вымышленных континентов во вселенной, где происходит действие фантастической саги Джорджа Мартина «Песнь льда и огня» и её экранизаций. Его название созвучно английскому обозначению востока (англ. East). В первых частях «Песни льда и огня» этот континент вообще ни разу не назван; встречается только словосочетание «за Узким морем», которое используют жители Вестероса. Впервые слово «Эссос» используется в романе «Танец с драконами».

## География
В Эссосе происходит действие только одной из множества сюжетных линий «Песни льда и пламени». События локализуются на крайнем западе этого континента, а остальные его части только изредка упоминаются. Неизвестно даже, насколько далеко Эссос тянется на восток: это не показано ни на одной из существующих карт. Есть предположение, что этот континент смыкается на востоке с Вестеросом (правда, Джордж Мартин эту гипотезу отверг).
На западе берега Эссоса омывает Узкое море, отделяющее его от Вестероса (когда-то два континента соединял сухопутный перешеек, со временем исчезнувший), на юге — Летнее и Нефритовое моря, за которыми находятся ещё два материка, Соториос и Ультос. На севере Эссос выходит к Студёному морю.
В целом Эссос находится заметно южнее, чем Вестерос, так что для него меньшее значение имеют сезонные колебания климата. Героям «Песни льда и огня» лучше всего известны побережье Узкого моря с девятью вольными городами и побережье Залива работорговцев с городами Лхазар и Гискар. К востоку находится обширная степь — Дотракийское море, занимающее всю центральную часть континента. Южнее Мартин локализует Красную пустошь, восточнее — Хребет Костей, который пересекает Эссос с севера на юг.
Северный берег континента отделён от полярной ледовой шапки Дрожащим морем. На крайнем северо-востоке, восточнее Кровяного моря, за Людоедскими Песками и Серой Пустошью располагается загадочная Моссовия (Mossovy).

## История
Большая часть истории Эссоса связана с Валирией — городом, расположенным на полуострове на юге материка, родиной дома Таргариенов. Валирийская империя погибла вследствие масштабного катаклизма. Во вселенной Мартина она играет примерно ту же роль, что Рим и Византия — в истории средневековой Европы. После разрушения Валирии на её месте образовалось множество городов-государств.
Предполагаемый прообраз Эссоса — Азия. Упоминание Нефритового моря к востоку от континента — явная отсылка к Китаю, Дотракийское море — отсылка к Великой степи